# HK MP7
Heckler & Koch MP7 A1 PDW — пистолет-пулемёт, разработанный в начале 2000-х годов немецкой фирмой Heckler & Koch.
По принятой НАТО классификации отнесён к новому классу огнестрельного оружия — персональному оружию самообороны (англ. Personal Defence Weapon, PDW).

## Описание
MP7 — автоматическое оружие под специально разработанный для него патрон 4,6×30 мм. MP7 скомпонован по типу небольшого пистолета-пулемёта, магазин вставляется в пистолетную рукоятку, приклад складной, телескопический, спереди имеется складная дополнительная рукоять. Автоматика MP7 построена по схеме с газовым двигателем с коротким ходом газового поршня, запирание осуществляется поворотом затвора. В конструкции используются некоторые особенности автомата HK G36, например широкое использование полимерных материалов, сходная автоматика и конструкция УСМ.
Масса пули — 1,6 г. Пуля цельностальная, в медной оболочке.
По кучности стрельбы оружие превосходит многие другие пистолеты-пулемёты таких же размеров.
По статистике, приводимой фирмой H&K, эффективность MP7 в два с половиной раза выше, чем у MP5K калибра 9×19 мм по целям в бронежилетах при вдвое меньшей отдаче.

## Варианты

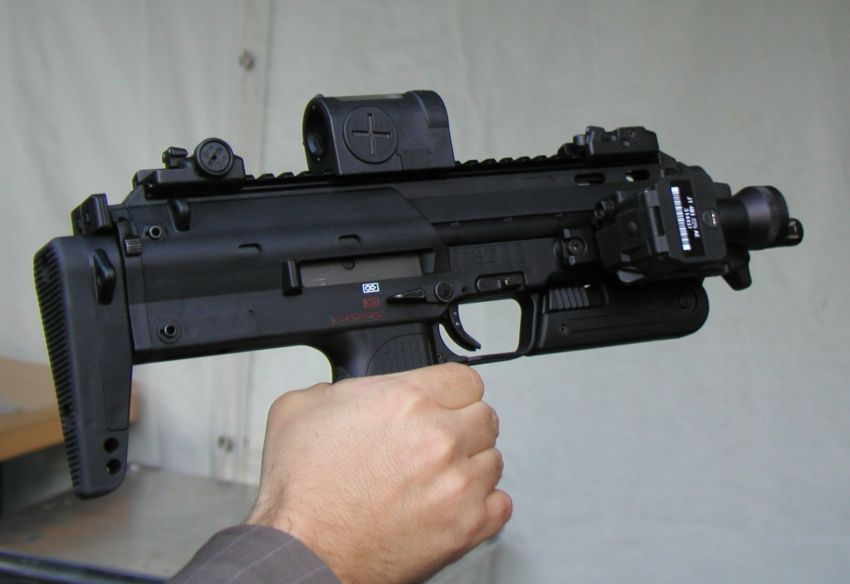
MP7A1 Бундесвера с коллиматорным прицелом Zeiss и лазерным целеуказателем LLM01

- PDW — первый опытный образец, продемонстрированный в 1999 году. Имелась короткая планка Пикатинни, покрытие пистолетной рукоятки — гладкое.
- MP7 — название образца, пошедшего в производство в 2001 году. Имелась полноразмерная планка Пикатинни, покрытие пистолетной рукоятки, препятствующее соскальзыванию, складные открытые прицельные приспособления, установленные на планке Пикатинни (складывающиеся по нажатию специальной кнопки для облегчения использования).
- MP7A1 — образец 2003 года с изменённой формой пистолетной рукоятки, уменьшенными открытыми прицельными приспособлениями. Оружие было немного удлинено, однако за счёт укороченного приклада общая длина не изменилась. Приклад может быть заблокирован в 3 положениях. Предохранитель в новом образце подобен таковому у пистолетов Glock.
- MP7A2 —  модификация А1 без рукоятки, но с дополнительной планкой Пикатинни.
- MP7 SF — самозарядный вариант для полиции Минобороны Великобритании.

## Сравнение сFN P90(таблица)
Одним из основных конкурентов MP7 является бельгийский пистолет-пулемет FN P90, также стреляющий специально разработанными пулями с повышенной бронепробиваемостью. Ниже приведена таблица сравнения бронепробиваемости MP7 и P90:
| Название                 | MP7    | P90    |
| 20 % блок желатина, 50 м | 280 мм | 230 мм |
| Оставшаяся энергия       | 220 Дж | 180 Дж |
| Титан/кевлар*            | >200 м | 140 м  |
| Оставшаяся энергия       | 115 Дж | 65 Дж  |

* 1,6 мм слой титана и 20 слоев кевлара.

### Сравнение патронов 4,6×30 мм (HK MP7) и 5,7×28 мм (FN P90) экспертамиНАТО
В 2002 и 2003 годах эксперты НАТО провели ряд испытаний с целью стандартизации нового калибра патрона для PDW, заменив патрон калибра 9 мм Парабеллум. Испытания проводились для оценки характеристик патронов FN 5,7×28 мм (применяемого в FN P90) и HK 4,6×30 мм (применяемого в HK MP7). Результаты испытаний НАТО были проанализированы сформированной группой экспертов из Канады, Франции, Великобритании и США, и выводом группы стало то, что патрон FN 5,7×28 мм является «несомненно» более эффективным калибром.
Также данная группа экспертов НАТО отметила превосходящую (на 27 % большую) эффективность стрельбы патроном 5,7×28 мм по незащищённым целям и равную эффективность против защищённых целей. Данная группа также отметила меньшую чувствительность к экстремальным температурам у патрона 5,7×28 мм и больший потенциальный риск эрозии ствола оружия с применением патрона 4,6×30 мм.
Тем не менее, германские представители НАТО отказали в просьбе представителей стран НАТО, чьими экспертами проводился анализ испытаний, в стандартизации патрона 5,7×28 мм. В итоге оба патрона (5,7×28 мм и 4,6×30 мм) и применяемые с ними образцы оружия были независимо приняты различными странами НАТО (см. страны-эксплуатанты).

## Достоинства и недостатки
Достоинства:
- высокая манёвренность, особенно в стеснённых условиях[3];
- компактность и лёгкость[4];
- очень низкая и хорошо контролируемая отдача[4][6];
- возможность эффективно стрелять «по-пистолетному», то есть со сложенным прикладом, даже с одной руки;
- высокая для такого пистолета-пулемёта точность[4][7], а также бронепробиваемость используемого патрона[3].
- неплохая поражающая способность из-за высокой скорости и рысканья пули, несмотря на малый калибр, небольшой вес пули и не большую энергию.

Недостатки:
- очень неудобен при стрельбе с разложенным прикладом[3];
- короткая прицельная линия;
- Спорное останавливающее действие легкой малокалиберной пули.

## Страны-эксплуатанты
- Австрия: Используется контртеррористическим подразделением EKO Cobra[8].
- Ватикан: Используется Швейцарской гвардией.
- Великобритания: самозарядный вариант MP7SF используется полицейскими спецподразделениями[9].
- Германия: используется специальными подразделениями бундесвера[10] (армейским спецназом KSK и дивизией специальных операций DSO), военной полицией[11] и полицейским спецподразделением GSG 9[12].
- Иордания[13]
- Ирландия: используется полицией[14].
- Казахстан: Используется спецподразделениями[источник не указан 1451 день].
- Люксембург: используется таможенной службой[источник не указан 1451 день].
- Норвегия: MP7 заменяет HK MP5 на вооружении норвежской армии (31 мая 2007 года было приобретено 6 500 MP7)[15].
- Оман[13]
- Республика Корея: специальные подразделения[16].
- США: Используется подразделением SEAL «Team Six» ВМФ США[17].
- Чехия: небольшое количество куплено для полиции[18].
- Япония: некоторое количество находится на вооружении специальных подразделений сил самообороны Японии[19].